# Högne el Rico
Högne el Rico (nórdico antiguo: Hoghni hinn auðgi) (n. 516) fue un caudillo vikingo de Nærøy, reino de Namdalen, Noruega según se menciona en la saga nórdica Hálfs saga ok Hálfsrekka. Terrateniente de fyrir Naumundalsminni; era el padre de Hild la Delgada (nórdico antiguo: Hildr in mjóva) y del ambicioso rey del mar Sölve Högnesson quien llegaría a ser monarca de Suecia.